# Portrush
Portrush (Port Rois in gaelico irlandese, che significa "porto del promontorio") è una cittadina costiera dell'Irlanda del Nord. È situata nella propaggine settentrionale dell'Antrim nel Distretto di Coleraine. Importante porto, è abbastanza apprezzata nella nazione per la sua vita notturna.
La parte principale della vecchia città, che comprende la stazione ferroviaria, gran parte degli alberghi, ristoranti e bar, è costruita su una penisola lunga più di un chilometri che s'inoltra verso nord-nordest nell'Oceano, Ramore Head. Nel censimento del 2001 aveva una popolazione di 6 372 abitanti. Nella bassa stagione, Portrush diviene una città dormitorio per il vicino campus dell'University of Ulster a Coleraine. Come meta turistica, è molto apprezzata per i suoi paesaggi costieri molto suggestivi, le sue spiagge e i suoi impianti di golf.